# Іян Вокер
Іян Вокер (англ. Ian Walker; 25 лютого 1970) — британський яхтсмен, олімпійський медаліст.

## Виступи на Олімпіадах
| Олімпіада    | Дисципліна | Місце |
| ------------ | ---------- | ----- |
| Атланта 1996 | Клас 470   | 2     |
| Сідней 2000  | Зоряний    | 2     |